# Élévateur à grain

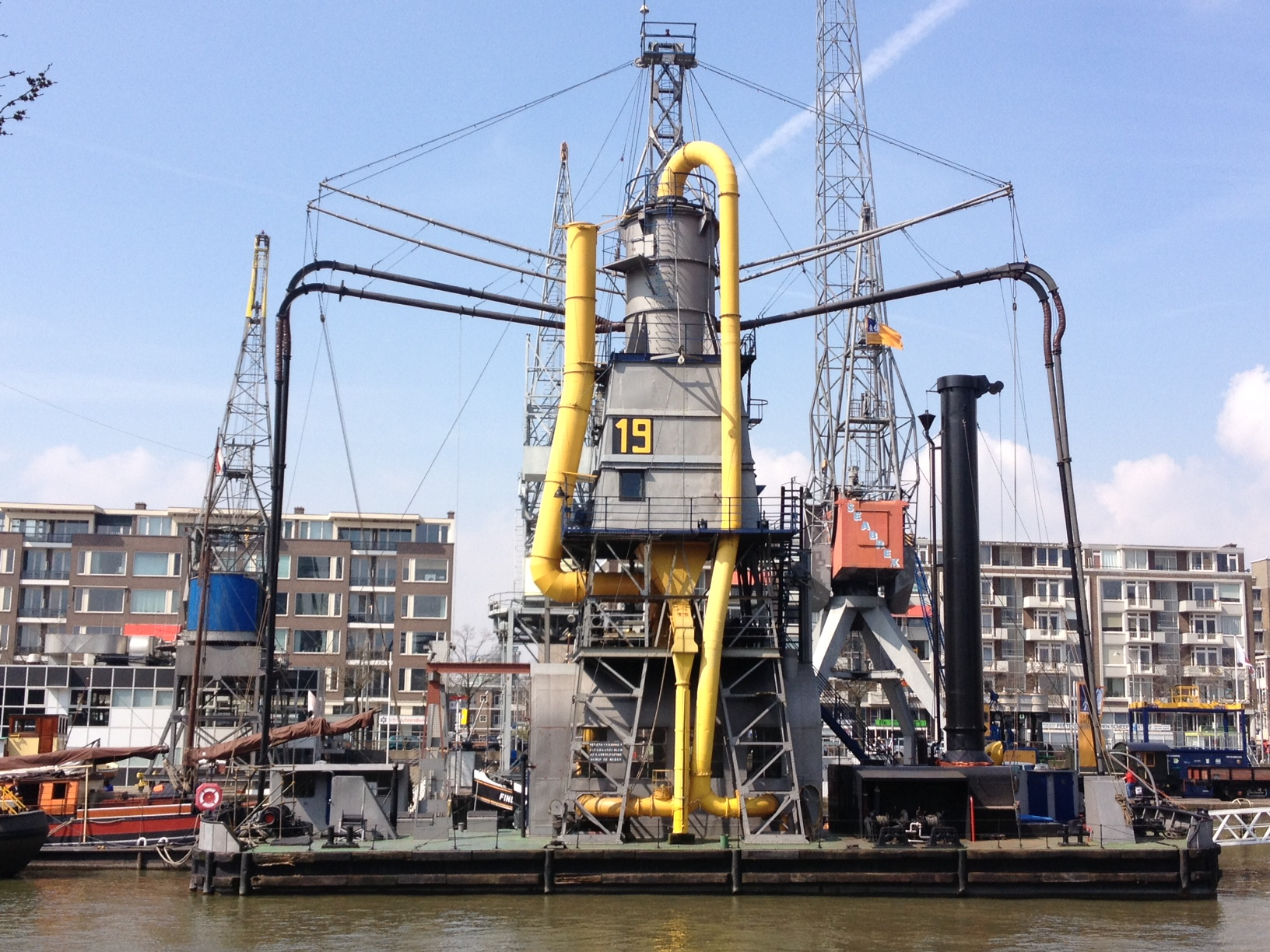
Un élévateur à grain à Rotterdam.

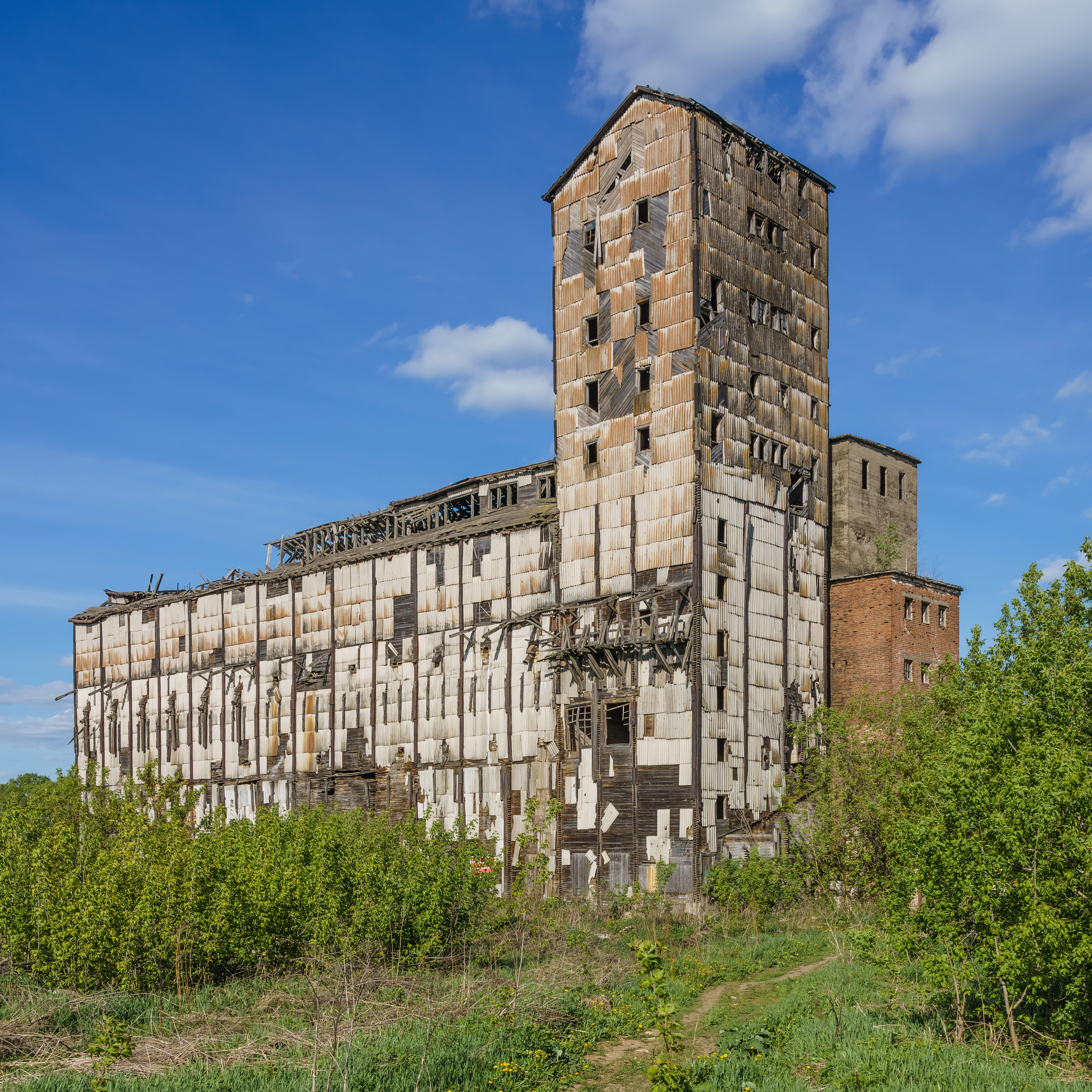
Un élevateur à grain abandonné à Фалёнки dans l'Oblast de Kirov en Russie. Mai 2019.

Un élévateur à grain est une structure contenant un élévateur à godets ou un convoyeur pneumatique qui ramasse le grain d'un niveau inférieur et le dépose à un niveau supérieur, typiquement dans un silo de stockage des céréales. Il sert à augmenter la capacité de transport autant que celle d'intervention sur les marchés céréaliers. 
Selon l'utilisation du terme, il peut aussi décrire l'installation dans son ensemble.

## Histoire
Dès 1842 Joseph Dart et l'ingénieur écossais Robert Dunbar construisent à Buffalo le premier silo élévateur à grain, la vapeur actionnant des godets, qui perfectionne une invention d'Oliver Evans.
Dart et Dunbar veulent accélérer le transbordement du grain entre les navires du lac Érié et les péniches du canal Érié, qui le relie à New York, auquel 500 Irlandais s'épuisent à Buffalo. La taille des navires est en effet très différente des deux côtés. Par sa hauteur, le silo élévateur à grain qu'ils conçoivent et installent rappelle aussi certaines techniques utilisées par les marchands de la Hanse, dans la mer Baltique, au Moyen Âge, mais il se distingue par un "bras" écoulant directement le grain sur les navires. C'est le premier silo élévateur à grain américain. Il est encore plus haut que ceux de la Hanse.
La cargaison d'un schooner de l'époque, soit 5000 boisseaux de blé, peut être stockée entièrement, et en peu de temps, permettant au navire de repartir très vite vers sa destination d'origine. Les aller-retours entre Buffalo et l'Ohio deviennent deux fois plus rapides.